# Hacienda de Ambas Aguas
Hacienda de Ambas Aguas är en ort i Mexiko.   Den ligger i kommunen La Yesca och delstaten Nayarit, i den centrala delen av landet, 600 km väster om huvudstaden Mexico City. Hacienda de Ambas Aguas ligger 971 meter över havet och antalet invånare är 103.
Terrängen runt Hacienda de Ambas Aguas är kuperad åt nordväst, men åt sydost är den bergig. Hacienda de Ambas Aguas ligger nere i en dal som går i nord-sydlig riktning. Runt Hacienda de Ambas Aguas är det mycket glesbefolkat, med 3 invånare per kvadratkilometer. Närmaste större samhälle är La Yesca, 16,6 km öster om Hacienda de Ambas Aguas. I omgivningarna runt Hacienda de Ambas Aguas växer huvudsakligen savannskog.